# Horse Sense
Horse Sense é um filme original do Disney Channel lançado em 1999. Foi dirigido por Greg Beeman, e estrelado pelos irmãos Joey Lawrence e Andrew Lawrence. Joey também co-produziu o filme. Em 2001, foi produzida uma sequência intitulada, Jumping Ship.

## Sinopse
Um preguiçoso e mimado de 20 anos chamado Michael Woods convida seu primo Tommy Biggs para vir passar um tempo com ele em Los Angeles, Tommy está emocionado ao ver seu primo depois de anos sem se verem um ao outro. Quando Tommy chega em Los Angeles Michael ignora-o o tempo todo e fá-lo sentir-se indesejável. Então, a dona de casa Arlene tem uma conversa com Michael sobre ignorar Tommy e Michael diz que ele irá levar Tommy para a Disneylândia e eles teriam um bom tempo. Em seu caminho para a Disneylândia sua namorada Gina, que é uma rainha do drama e uma snobe o chama e pergunta se ele quer vir vê-la e seu pai na pista. Michael diz que sim e leva Tommy a uma região tão acriançada que Michael poderia ir para a pista.
No caminho de volta para pegar Tommy, Michael tem um acidente de carro e anota as informações erradas para a vítima, Diedre Branco. Michael e Tommy entram em uma discussão quando Michael chega em casa e Tommy sai no dia seguinte para voltar para casa. A mãe de Tommy chama os pais de Michael para lhe dizer o quão rude Michael foi para Tommy. Então, os pais de Michael para puni-lo, mandam-no para o rancho de sua tia para trabalhar por um mês de graça. Michael descobre que a fazenda vai ser encerrado no final do mês, então Michael e Tommy colocam suas diferenças de lado e trabalham juntos para salvar a fazenda de encerramento.
Michael, com seus estudos na faculdade, percebe que, desde o rancho cuida de cavalos selvagens, é elegível para ser supervisionado pelo governo do Estado e protegido contra a reintegração de posse. Apesar de Michael ter aprendido a lição sobre mostrar respeito à sua família e seus pais deixá-lo ir para a Europa com Gina, ele se recusa a fazê-lo, a fim de voltar a Montana para entregar a boa notícia à sua família, onde ele esvazia seu fundo para salvar a sua fazenda. Michael também aprende uma lição valiosa sobre a lealdade e o amor, o que comprova ser um dos aspectos centrais do filme.

## Elenco
- Joseph Lawrence - Michael Woods
- Andrew Lawrence - Tommy Biggs
- Susan Walters - Jules Biggs
- M.C. Gainey - Twister
- Leann Hunley - Jacy Woods
- Robin Thomas - Glenn Woods
- Jolie Jenkins - Gina
- Steve Reevis - Mule
- Freda Foh Shen - Arlene
- Ian Ogilvy - Miles
- Nancy Renee - Professor Mallory Baynes
- Channing Chase - Diedre White
- Mike Trachtenberg - Lou
- Dan Martin - Officer
- Holmes Osborne - Mr. Hawthorne

## Recepção
O filme estreou no Disney Channel em 20 de novembro de 1999. Em sua noite de estréia, teve aproximadamente 3,2 milhões de espectadores e foi o programa mais assistido durante seu horário de exibição. O filme foi assistido em aproximadamente 2.054.000 domicílios, mais do que qualquer programa anterior do canal, até então. Também foi o segundo filme de televisão a cabo de maior audiência de novembro de 1999.